# Gabon ai Giochi della XXX Olimpiade
Il Gabon ha partecipato ai Giochi della XXX Olimpiade di Londra che si sono svolti dal 27 luglio al 12 agosto 2012. È stata la 9ª partecipazione consecutiva degli atleti centrafricani ai giochi olimpici estivi ad esclusione delle due edizioni dopo il debutto nell'edizione di Monaco di Baviera 1972, disertate per boicottaggio.
Gli atleti della delegazione gabonese sono stati 24 (22 uomini e 2 donne), in 5 discipline. Alla cerimonia di apertura la portabandiera è stata Ruddy Zang Milama, atleta specializzata nella velocità; nessun portabandiera ha presenziato alla cerimonia di chiusura.
Nel corso della manifestazione il Gabon ha ottenuto la prima medaglia ai giochi olimpici, un argento, conquistato nel taekwondo.

## Partecipanti
| Sport            | Uomini | Donne | Totale |
| ---------------- | ------ | ----- | ------ |
| Atletica Leggera | 1      | 1     | 2      |
| Calcio           | 18     | 0     | 18     |
| Judo             | 0      | 1     | 1      |
| Pugilato         | 2      | 0     | 2      |
| Taekwondo        | 1      | 0     | 1      |
| Totale           | 22     | 2     | 24     |

## Medaglie
| Riepilogo quotidiano | Riepilogo quotidiano | Riepilogo quotidiano | Riepilogo quotidiano | Riepilogo quotidiano | Riepilogo quotidiano | Riepilogo quotidiano |
| -------------------- | -------------------- | -------------------- | -------------------- | -------------------- | -------------------- | -------------------- |
| Giorno               | Data                 |                      |                      |                      | Totale               |                      |
| 1°                   | 27                   | —                    | —                    | —                    | —                    |                      |
| 2°                   | 28                   | 0                    | 0                    | 0                    | 0                    |                      |
| 3°                   | 29                   | 0                    | 0                    | 0                    | 0                    |                      |
| 4°                   | 30                   | 0                    | 0                    | 0                    | 0                    |                      |
| 5°                   | 31                   | 0                    | 0                    | 0                    | 0                    |                      |
| 6°                   | 1                    | 0                    | 0                    | 0                    | 0                    |                      |
| 7°                   | 2                    | 0                    | 0                    | 0                    | 0                    |                      |
| 8°                   | 3                    | 0                    | 0                    | 0                    | 0                    |                      |
| 9°                   | 4                    | 0                    | 0                    | 0                    | 0                    |                      |
| 10°                  | 5                    | 0                    | 0                    | 0                    | 0                    |                      |
| 11°                  | 6                    | 0                    | 0                    | 0                    | 0                    |                      |
| 12°                  | 7                    | 0                    | 0                    | 0                    | 0                    |                      |
| 13°                  | 8                    | 0                    | 0                    | 0                    | 0                    |                      |
| 14°                  | 9                    | 0                    | 0                    | 0                    | 0                    |                      |
| 15°                  | 10                   | 0                    | 0                    | 0                    | 0                    |                      |
| 16°                  | 11                   | 0                    | 1                    | 0                    | 1                    |                      |
| 17°                  | 12                   | 0                    | 0                    | 0                    | 0                    |                      |
| Totale               | Totale               | 0                    | 1                    | 0                    | 1                    |                      |

### Medagliere per disciplina
| Sport     | Oro | Argento | Bronzo | Totale |
| --------- | --- | ------- | ------ | ------ |
| Taekwondo | 0   | 1       | 0      | 1      |
| Totale    | 0   | 1       | 0      | 1      |

### Medagliati

#### Medaglie d'argento
| Medaglia | Nome          | Sport     | Evento          | Data      |
| -------- | ------------- | --------- | --------------- | --------- |
| Argento  | Anthony Obame | Taekwondo | +80 kg maschile | 11 agosto |

## Atletica leggera
| Q | Qualificato al turno successivo per la posizione in qualificazione                                                           |
| q | Qualificato per il turno successivo per ripescaggio o, negli eventi su campo, conquistando la misura minima per qualificarsi |

### Maschile
Eventi di corsa su pista e strada
| Atleta              | Evento | Batteria  | Batteria  | Quarti di finale | Quarti di finale | Semifinale      | Semifinale      | Finale          | Finale          |
| Atleta              | Evento | Risultato | Posizione | Risultato        | Posizione        | Risultato       | Posizione       | Risultato       | Posizione       |
| ------------------- | ------ | --------- | --------- | ---------------- | ---------------- | --------------- | --------------- | --------------- | --------------- |
| Wilfried Bingangoye | 100 m  | 10"89     | 3°        | non qualificato  | non qualificato  | non qualificato | non qualificato | non qualificato | non qualificato |

### Femminile
Eventi di corsa su pista e strada
| Atleta            | Evento | Batteria  | Batteria  | Quarti di finale | Quarti di finale | Semifinale | Semifinale | Finale          | Finale          |
| Atleta            | Evento | Risultato | Posizione | Risultato        | Posizione        | Risultato  | Posizione  | Risultato       | Posizione       |
| ----------------- | ------ | --------- | --------- | ---------------- | ---------------- | ---------- | ---------- | --------------- | --------------- |
| Ruddy Zang Milama | 100 m  | Bye       | Bye       | 11"14            | 3ª Q             | 11"31      | 7ª         | non qualificata | non qualificata |

## Calcio

### Maschile
Rosa
Presenze e reti aggiornate all'11 agosto 2012.
| N. | Pos. | Giocatore                 | Data nascita (età)          | Pres. | Reti | Squadra             |
| -- | ---- | ------------------------- | --------------------------- | ----- | ---- | ------------------- |
| 1  | P    | Didier Ovono (+)          | 23 gennaio 1983 (29 anni)   |       |      | Le Mans             |
| 2  | D    | Muller Dinda              | 22 settembre 1995 (16 anni) |       |      | Cercle Mbéri        |
| 3  | D    | Stévy Nzambé              | 4 settembre 1991 (20 anni)  |       |      | Olympique Marsiglia |
| 4  | C    | Franck Engonga            | 26 luglio 1993 (19 anni)    |       |      | USM Libreville      |
| 6  | D    | Rémy Ebanega              | 17 novembre 1989 (22 anni)  |       |      | Bitam               |
| 7  | A    | Allen Nono                | 15 agosto 1992 (19 anni)    |       |      | USM Libreville      |
| 8  | C    | Alexander N'Doumbou       | 4 gennaio 1992 (20 anni)    |       |      | Orléans             |
| 9  | A    | Pierre-Emerick Aubameyang | 18 giugno 1989 (23 anni)    |       |      | Saint-Étienne       |
| 10 | C    | Lévy Madinda              | 11 giugno 1992 (20 anni)    |       |      | Celta Vigo B        |
| 11 | A    | Axel Méyé                 | 6 giugno 1995 (17 anni)     |       |      | Bitam               |
| 12 | C    | Merlin Tandjigora         | 6 aprile 1990 (22 anni)     |       |      | Carquefou           |
| 13 | C    | Cédric Boussoughou        | 20 luglio 1991 (21 anni)    |       |      | Mangasport          |
| 14 | C    | André Biyogo Poko         | 7 marzo 1993 (19 anni)      |       |      | Bordeaux            |
| 15 | D    | Henri Ndong               | 23 agosto 1992 (19 anni)    |       |      | Bitam               |
| 16 | D    | Emmanuel Ndong            | 4 maggio 1992 (20 anni)     |       |      | Sogéa               |
| 17 | C    | Jerry Obiang              | 10 giugno 1992 (20 anni)    |       |      | Sogéa               |
| 18 | P    | Anthony Mfa Mezui         | 7 marzo 1991 (21 anni)      |       |      | Metz                |
| 21 | C    | Samson Mbingui            | 9 febbraio 1992 (20 anni)   |       |      | Mangasport          |

- Allenatore:  Claude Albert Mbourounot

Prima fase - Girone B
| Arbitro: | Roldán |

|                |           |                   |
| Aubameyang 45’ | Marcatori | 5’ (rig.) Mehmedi |

| Arbitro: | Williams |

|                              |           |  |
| dos Santos 63’, 90+2’ (rig.) | Marcatori |  |

| Londra 1º agosto 2012, ore 17:00 BST | Corea del Sud | 0 – 0 referto | Gabon | Wembley Stadium (76 927 spett.)\| Arbitro: \| Královec \| |
| Arbitro:                             | Královec      |               |       |                                                           |

| Pos. | Squadra       | Pt | G | V | N | P | GF | GS | DR |
| ---- | ------------- | -- | - | - | - | - | -- | -- | -- |
| 1.   | Messico       | 7  | 3 | 2 | 1 | 0 | 3  | 0  | +3 |
| 2.   | Corea del Sud | 5  | 3 | 1 | 2 | 0 | 2  | 1  | +1 |
| 3.   | Gabon         | 2  | 3 | 0 | 2 | 1 | 1  | 3  | -2 |
| 4.   | Svizzera      | 1  | 3 | 0 | 1 | 2 | 2  | 4  | -2 |

- Gabon eliminato alla prima fase.

## Judo
Femminile
| Atleta        | Evento | 16-esimi                            | Ottavi                     | Quarti               | Semifinali           | Ripescaggio          | Med. bronzo          | Finale               | Posizione       |                 |
| Atleta        | Evento | Avversario Risultato                | Avversario Risultato       | Avversario Risultato | Avversario Risultato | Avversario Risultato | Avversario Risultato | Avversario Risultato | Posizione       |                 |
| ------------- | ------ | ----------------------------------- | -------------------------- | -------------------- | -------------------- | -------------------- | -------------------- | -------------------- | --------------- | --------------- |
| Audrey Koumba | -78 kg | O. Ntahonvukiye (BDI) V (0020-0000) | A. Joó (HUN) P (0000-0100) | non qualificata      | non qualificata      | non qualificata      | non qualificata      | non qualificata      | non qualificata | non qualificata |

## Pugilato
Maschile
| Atleta                 | Evento               | Sedicesimi                  | Ottavi di finale     | Quarti di finale     | Semifinali           | Finale               | Pos. |
| Atleta                 | Evento               | Avversario Risultato        | Avversario Risultato | Avversario Risultato | Avversario Risultato | Avversario Risultato | Pos. |
| ---------------------- | -------------------- | --------------------------- | -------------------- | -------------------- | -------------------- | -------------------- | ---- |
| Braexir Lemboumba      | Pesi gallo (-56 kg)  | W. Encarnación (DOM) P 6–15 | non qualificato      | non qualificato      | non qualificato      | non qualificato      | 17°  |
| Yannick Mitoumba Mbemy | Pesi welter (-69 kg) | Byambyn T. (MGL) P 4-17     | non qualificato      | non qualificato      | non qualificato      | non qualificato      | 17°  |

## Taekwondo
Maschile
| Atleta        | Evento | Ottavi                            | Quarti                         | Semifinale                 | Ripescaggio Turno 1  | Ripescaggio Turno 2  | Finale                        | Classifica |
| Atleta        | Evento | Avversario Risultato              | Avversario Risultato           | Avversario Risultato       | Avversario Risultato | Avversario Risultato | Avversario Risultato          | Classifica |
| ------------- | ------ | --------------------------------- | ------------------------------ | -------------------------- | -------------------- | -------------------- | ----------------------------- | ---------- |
| Anthony Obame | +80 kg | K. Thompsen-Fautaga (SAM) V (1-0) | R. Despaigne (CUB) V (9-2) SDP | B. Tanrıkulu (TUR) V (3-2) | Bye                  | Bye                  | C. Molfetta (ITA) P (9-9) SUP |            |